# La Guerche-de-Bretagne
La Guerche-de-Bretagne (en bretó Gwerc'h-Breizh) és un municipi francès, situat a la regió de Bretanya, al departament d'Ille i Vilaine. L'any 2006 tenia 4.155 habitants.

## Demografia
| 1962                                       | 1968  | 1975  | 1982  | 1990  | 1999  |
| ------------------------------------------ | ----- | ----- | ----- | ----- | ----- |
| 3.101                                      | 3.422 | 3.742 | 4.055 | 4,123 | 4.095 |
| Des de 1962: població sense dobles comptes |       |       |       |       |       |

## Administració
| Període | Identitat      | Partit        |
| ------- | -------------- | ------------- |
| 2001-   | Pierre Després | Divers droite |